# Albert Völckers
Albert August Raimund Völckers (* 1813; † 1891) war ein deutscher Rechtsanwalt und Politiker.

## Leben
Albert Völckers studierte Rechtswissenschaften an der Georg-August-Universität Göttingen. 1834 wurde er Mitglied des Corps Friso-Oldenburgia Göttingen. 1835 schloss er sich dem Corps Guestphalia Göttingen an. Nach dem Studium wurde er Advokat und Obergerichtsanwalt.
Von 1849 bis 1850 gehörte Steche dem Oldenburgischen Landtag an. 1867 wurde er Bürgermeister von Eutin im Fürstentum Lübeck.